# 피에르 베르낙

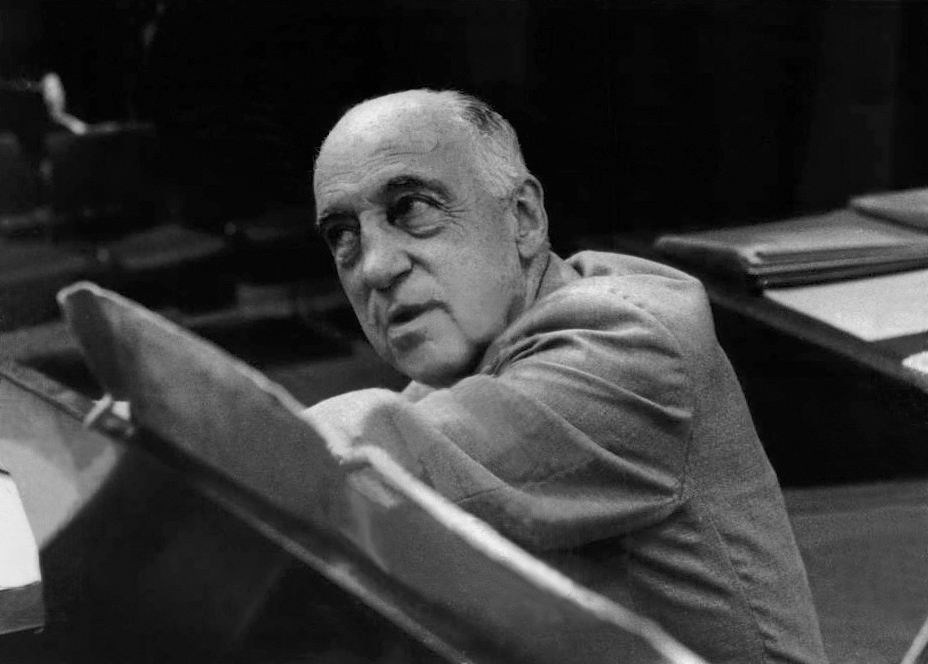

피에르 베르낙(Pierre Bernac, 1899년 1월 12일 ~ 1979년 10월 17일)은 프랑스의 바리톤으로 가장 유명한 프랑스 가곡 해석가이며, 프랑시스 풀랑크의 음악적 동반자였다.

## 생애
피에르 베르땡(Pierre Bertin)이라는 이름으로 태어났지만, 배우 피에르 베르땡과의 혼동을 막기 위해 후에 성을 베르낙으로 바꾼다. 잘츠부르크에서 라인홀트 폰 바흘리히(Reinhold von Wahrlich)와 함께 수학하였고, 비교적 늦은 1921년에 첫 무대를 가진다.
프랑시스 풀랑크의 《명랑한 노래들Chansons gaillardes》을 1926년에 초연했으며, 1934년부터는 1960년 대중앞에 서는 것을 거부하기까지 풀랑크의 음악적 동반자로 활동한다. 풀랑크는 대부분의 가곡을 베르낙을 위해 썼고, 직접 피아노 반주를 해 여러 곡을 녹음하기도 했는데, 1947년에 EMI에서 발매되었다.
1948년엔 미국에서 늦은 데뷔를 하여 뉴욕 타임즈에도 기사가 실렸다.
그는 교사로 퐁텐블로에 있는 음악학교와 파리에꼴노르말(École Normale de Musique de Paris)에서 활동하였다. 노래 해석에 특출난 교사로, 그의 가르침은 예지력이 있고, 정확하며, 근면하고, 사랑스럽다는 평가를 받았다. 그의 제자로는 제라르 수제, 제시 노먼 등이 있다.
풀랑크와 함께 전세계를 돌아다니며 많은 연주회를 가졌다. 앙드레 졸리베, 앙리 소게, 장 프랑시스 역시 베르낙을 염두에 두고 곡을 썼다. 그는 또한 독일어 리트와 미국의 노래도 많이 불렀다. 1960년에 대중 앞에서 공연을 더 이상 서지 않겠다고 선언했으며 그 말대로 했다.
베르낙은 1979년 10월 17일 빌뇌브레자비뇽에서 미혼으로 사망한다. 사인은 심장마비였다.

## 저술
- Francis Poulenc: The Man and His Songs. NY: Norton, 1977 (republished 2005 by Kahn & Averill) OCLC 632371937
- The Interpretation of French Song. NY: Praeger, 1970 (republished 1998 by Kahn & Averill) OCLC 476819695

## 참고 문헌
- Bach Cantatas: Pierre Bernac, accessed January 4, 2010
- M. Chimènes, Pierre Bernac (Paris and London, 1999)
- New York Times: Allen Hughes, "Pierre Bernac, 80, Baritone And Poulenc Partner, Dies," October 19, 1979, accessed January 4, 2010
- Time: "Milestones, Oct. 29, 1979" 보관됨 2013-08-23 - 웨이백 머신, accessed January 4, 2010
- France Diplomatie: "Bibliographie de Francis Poulenc" 보관됨 2009-05-14 - 웨이백 머신, accessed January 4, 2010
- Abeille Info: "A propos de Pierre Bernac", accessed January 4, 2010
- R. B., "Pierre Bernac" in The Musical Times, Vol. 121 (1980), 48 or JSTOR: Pierre Bernac, accessed January 4, 2010